# Synchiropus splendidus
El pez mandarín o gobio mandarín (Synchiropus splendidus) es un pez marino de la familia Callionymidae.
Es muy popular en los acuarios de agua salada. El pez mandarín es oriundo del Pacífico, habitando aguas tropicales desde las islas Ryukyu hasta el sur de Australia.

## Morfología
Posee un cuerpo alargado, los ojos saltones y la boca de pequeño tamaño, ligeramente proyectada hacia delante. Posee dos aletas dorsales y aletas ventrales adaptadas a facilitar su movimiento sobre el sustrato. Tiene 4 espinas y 8 radios blandos dorsales, y 6-8 radios blandos anales. Cuenta con una espina preopercular. Los machos cuentan con una primera espina dorsal más larga, que, en ocasiones, alcanza el pedúnculo caudal.
En su coloración destacan varias franjas verdes, anaranjadas, y amarillas, con azul o verde brillante como color de fondo. La aleta caudal es rojo-anaranjada con el margen en azul. Algunos ejemplares, raros, cuentan con una coloración base color rojo.
Los machos, que son notablemente mayores que las hembras, alcanzan los 7 cm de longitud.
Vive entre 10 y 15 años.
Una película grasa que cubre su cuerpo lo hace más resistente a enfermedades características de la piel, al tiempo que produce mal olor y libera sustancias con algunas toxinas. Se ha sugerido que la usan como repelente ante predadores y competidores. Su coloración llamativa podría ser aposemática, o sea, como aviso para predadores.

## Reproducción

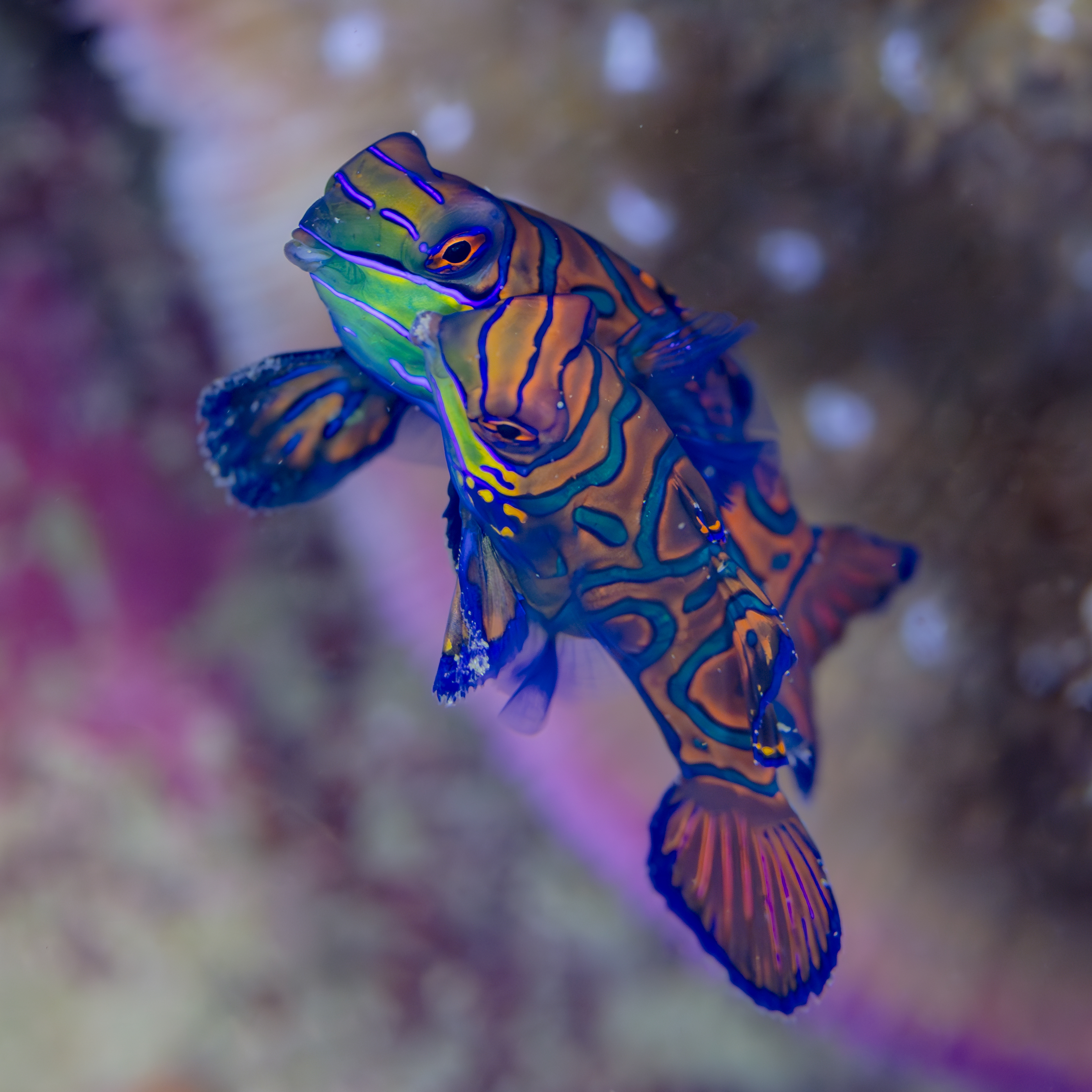
Pareja copulando.

La reproducción se produce todo el año y puede ser a la semana. Después de un largo desfile en forma circular, poco antes del anochecer, la pareja subirá hacia la superficie del agua, donde la hembra pondrá los huevos y el macho el esperma. Las puestas oscilan entre 12 y 205 huevos (en forma de cadena, que enseguida se aglutinan en una esfera). A las dos semanas eclosionaran los alevines. 
El principal dimorfismo sexual se presenta en la aleta dorsal, que el macho la tiene más grande. Algunos autores afirman que el tamaño del macho es algo mayor y que la cabeza suele ser más anaranjada que en la hembra.

## Alimentación
Se alimentan principalmente de pequeños crustáceos y otros invertebrados.
Son principalmente carnívoros, sobre todo artrópodos no insectos (como anfípodos e isópodos) y pequeños gusanos, aunque también es omnívoro. Puede comer microbios (protozoos). Gran parte de su ingesta la encuentra en las rocas.

## Hábitat
Habitan en  coralinos del océano Pacífico, entre 100 y 108 m de profundidad. Suelen protegerse entre los corales de forma ramificada. Normalmente se localiza en pequeños grupos de varias hembras y un macho.

## Distribución geográfica
Se le encuentra desde las islas más meridionales de Japón hasta el sur australiano, y de Java a las islas Ryukyu.
Es especie nativa de Australia, Filipinas, Indonesia, Japón, Malasia, Micronesia, Nueva Caledonia, Palaos, Papúa Nueva Guinea, islas Salomón y Taiwán (Independiente de China).

## Mantenimiento
Es un pez tranquilo y asociable con la mayoría de especies disponibles en acuariofilia, salvo la combinación de más de un macho en el mismo hábitat, que finalizará con la muerte de uno de ellos.
Es más que conveniente introducirlo en acuarios maduros, que cuenten con fauna bentónica y gusanos para proporcionarle alimentación. También come artemia y mysis congelados, aunque si no está acostumbrado su alimentación puede ser un problema serio. Se debe tener en cuenta el no mezclar al mandarín con otros peces competidores que alcancen el alimento a mayor velocidad.
No tolera grandes concentraciones de nitratos. En buenas condiciones alcanza los 6 años de vida en cautividad. Ha sido criado en cautividad.

## Galería

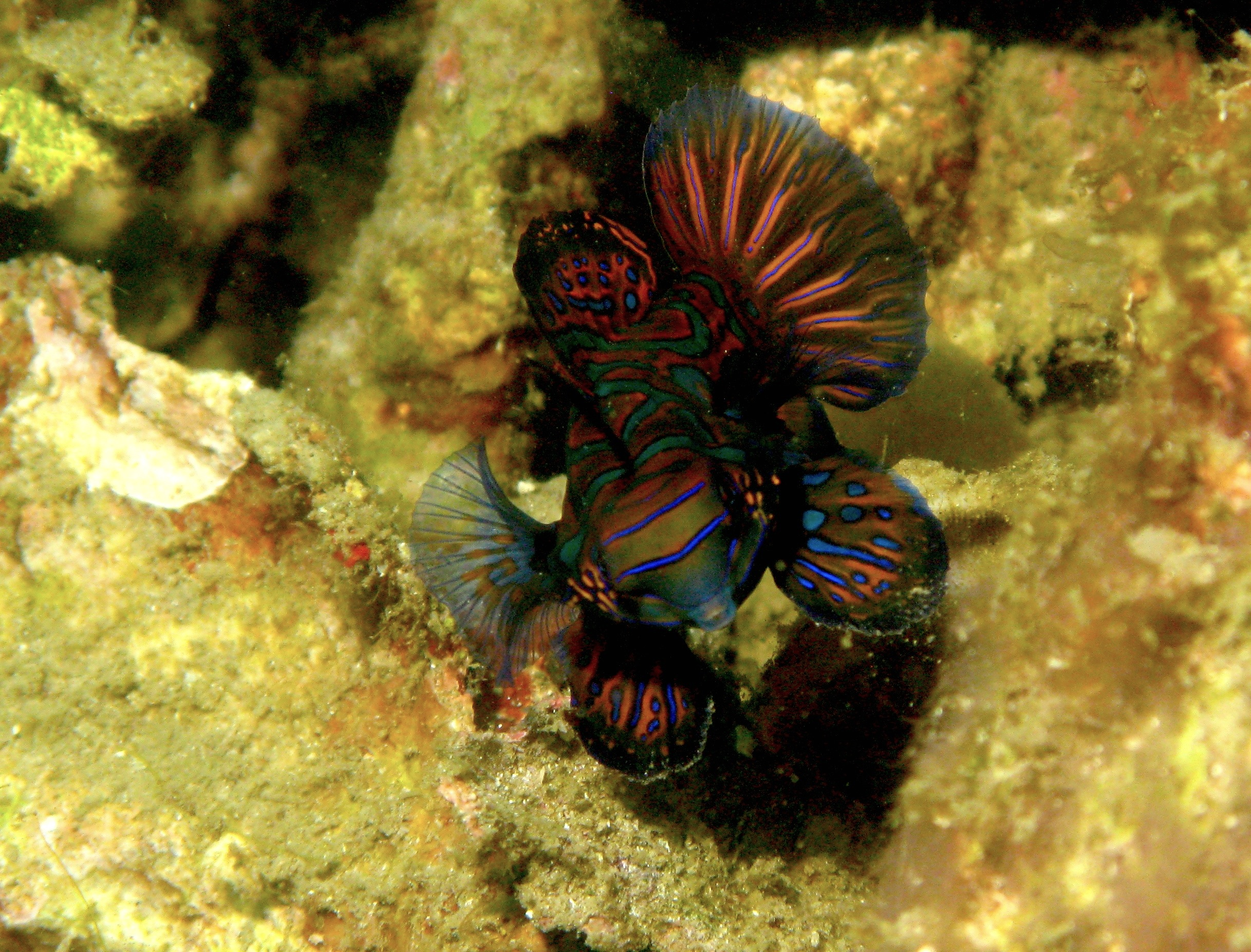
En Lembeh, Indonesia
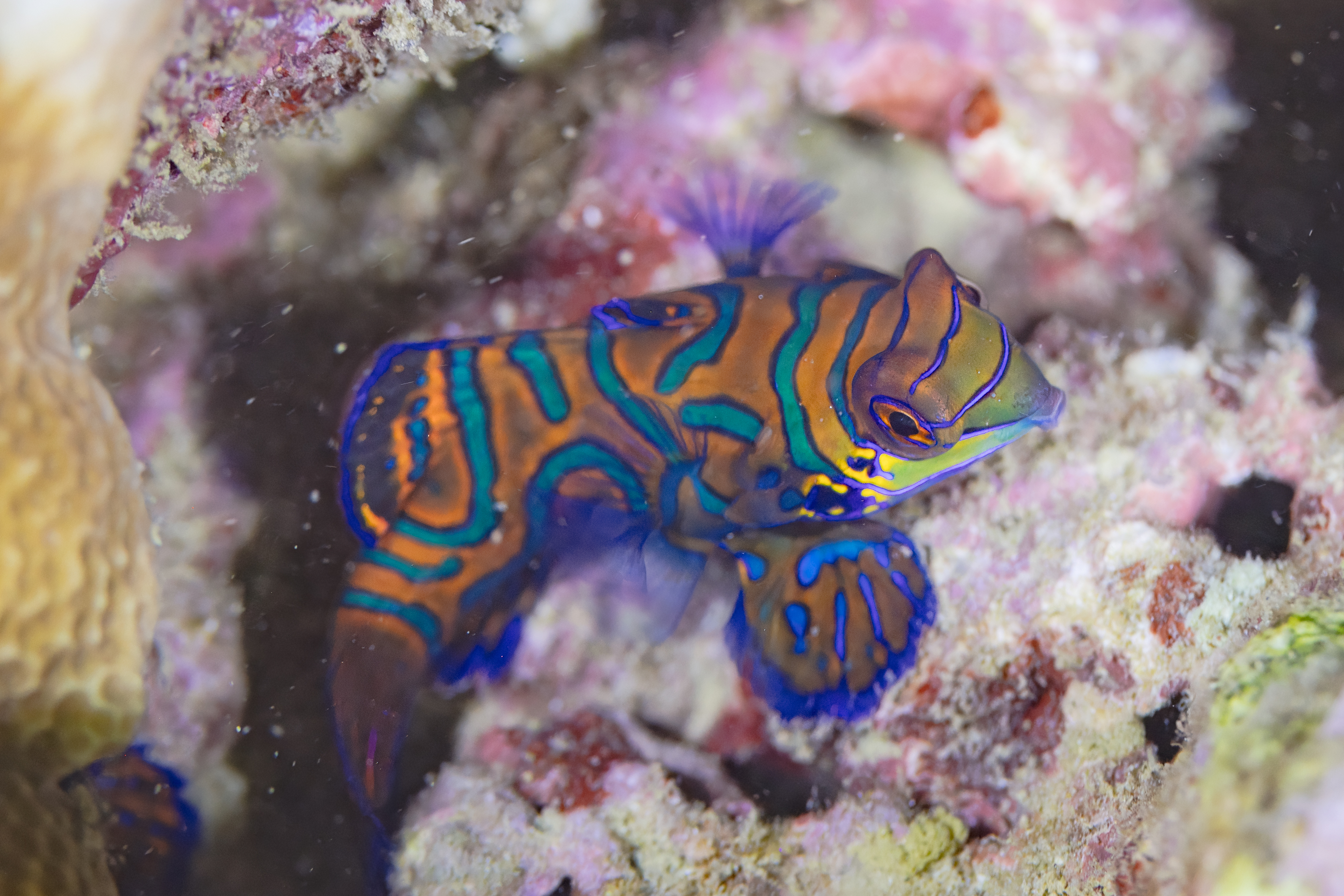
Detalle.
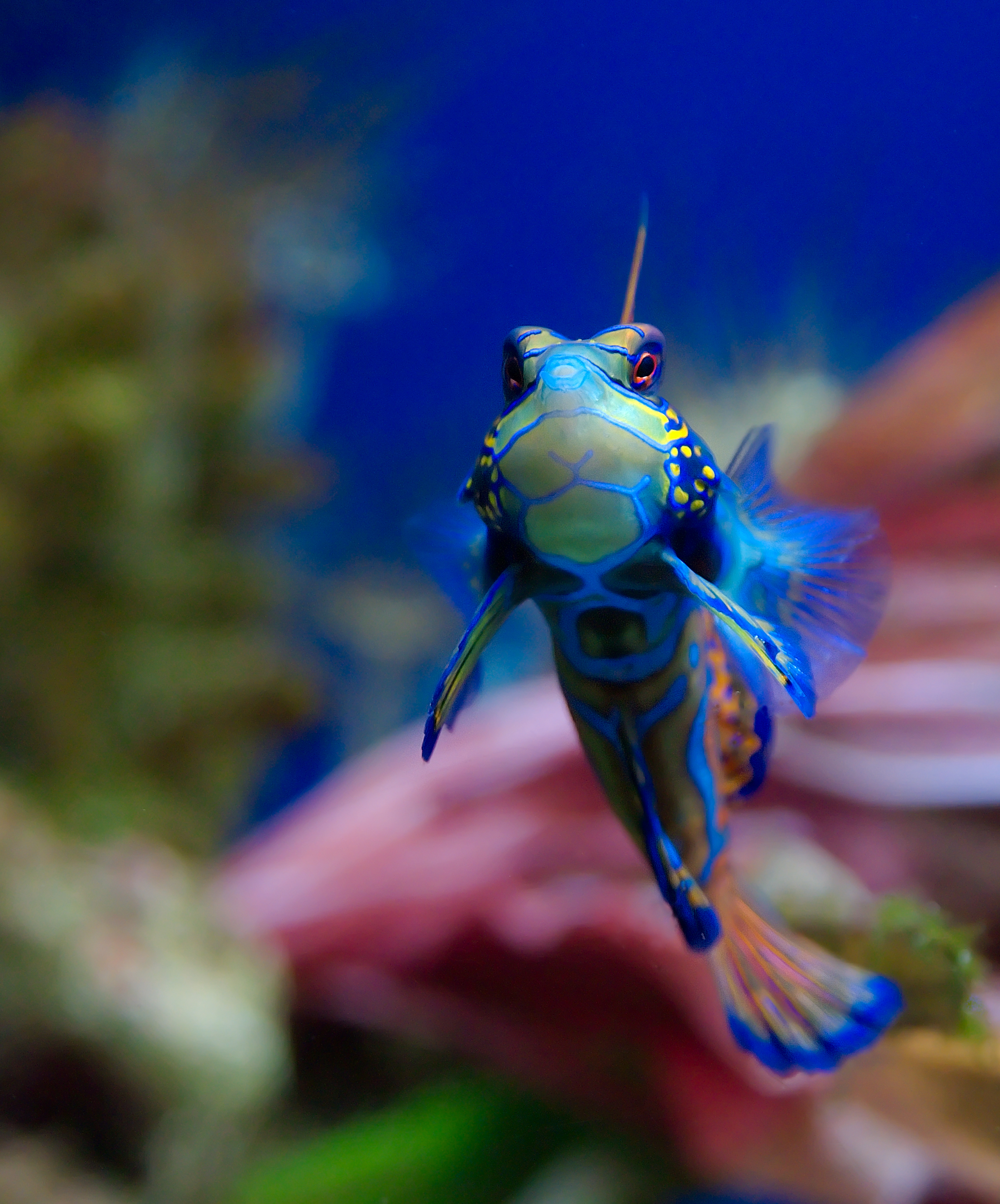
Vista frontal.
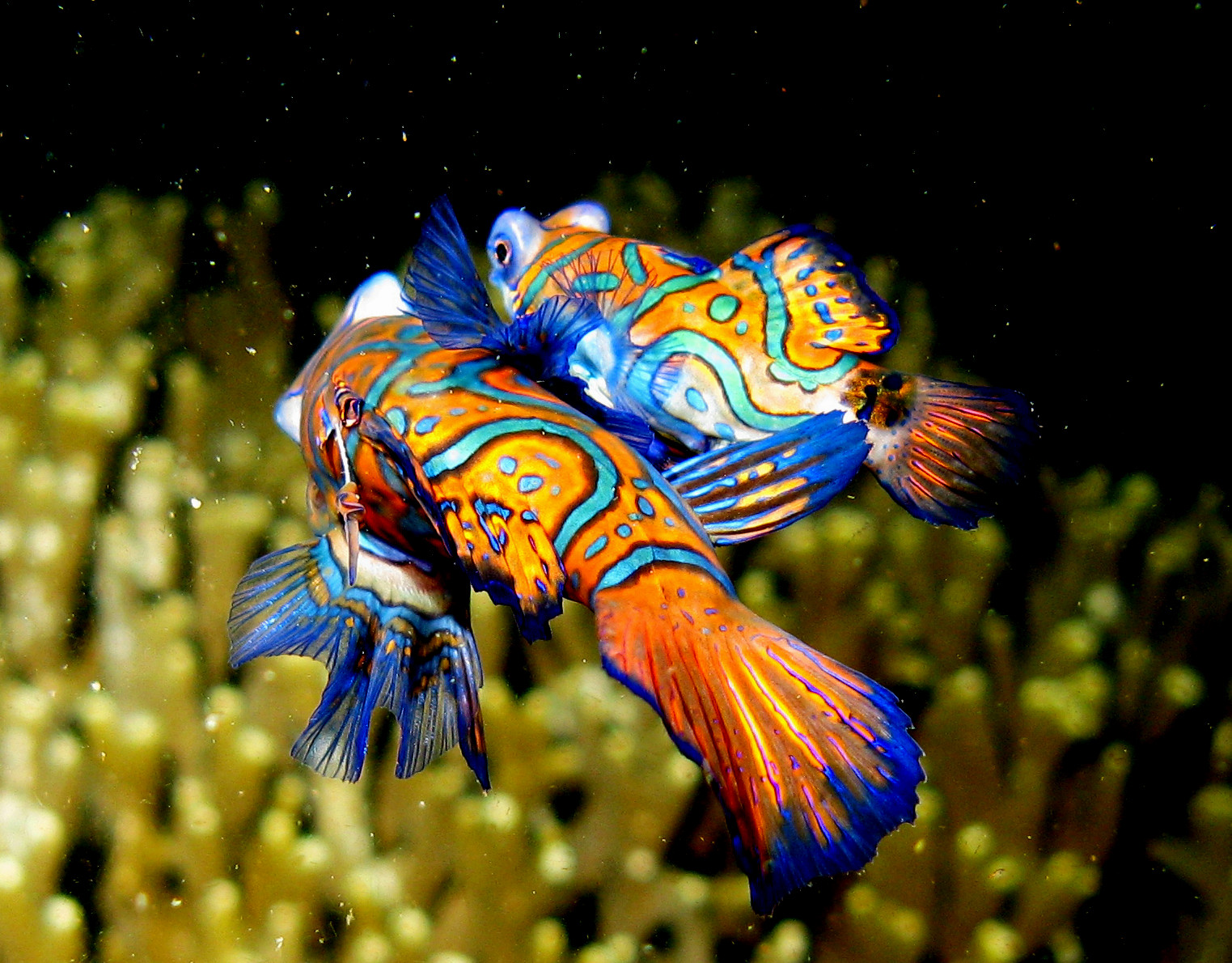
Pareja en el cortejo
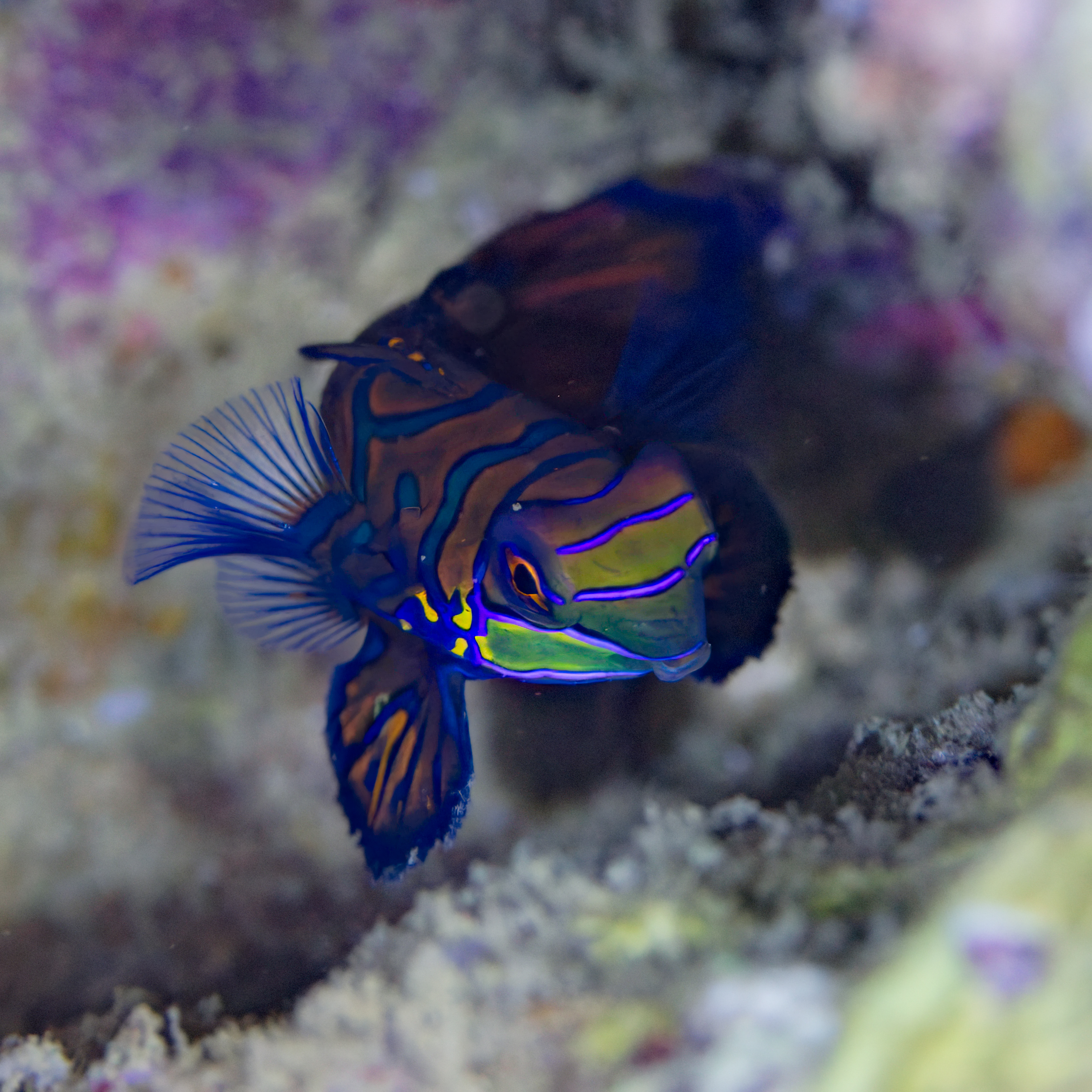
Ejemplar en Anilao, Filipinas.
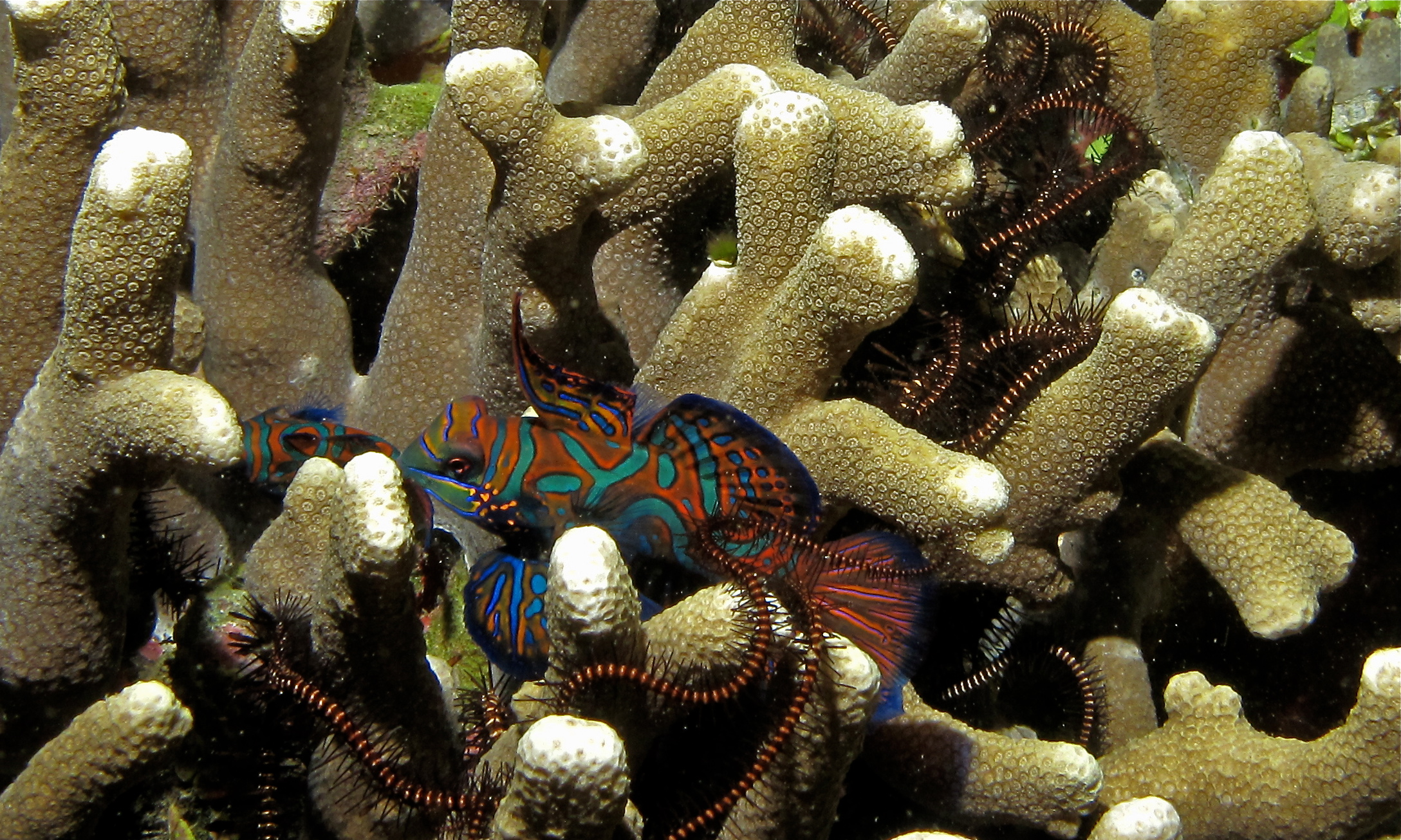
En Pintu Colada, Sulawesi, Indonesia.
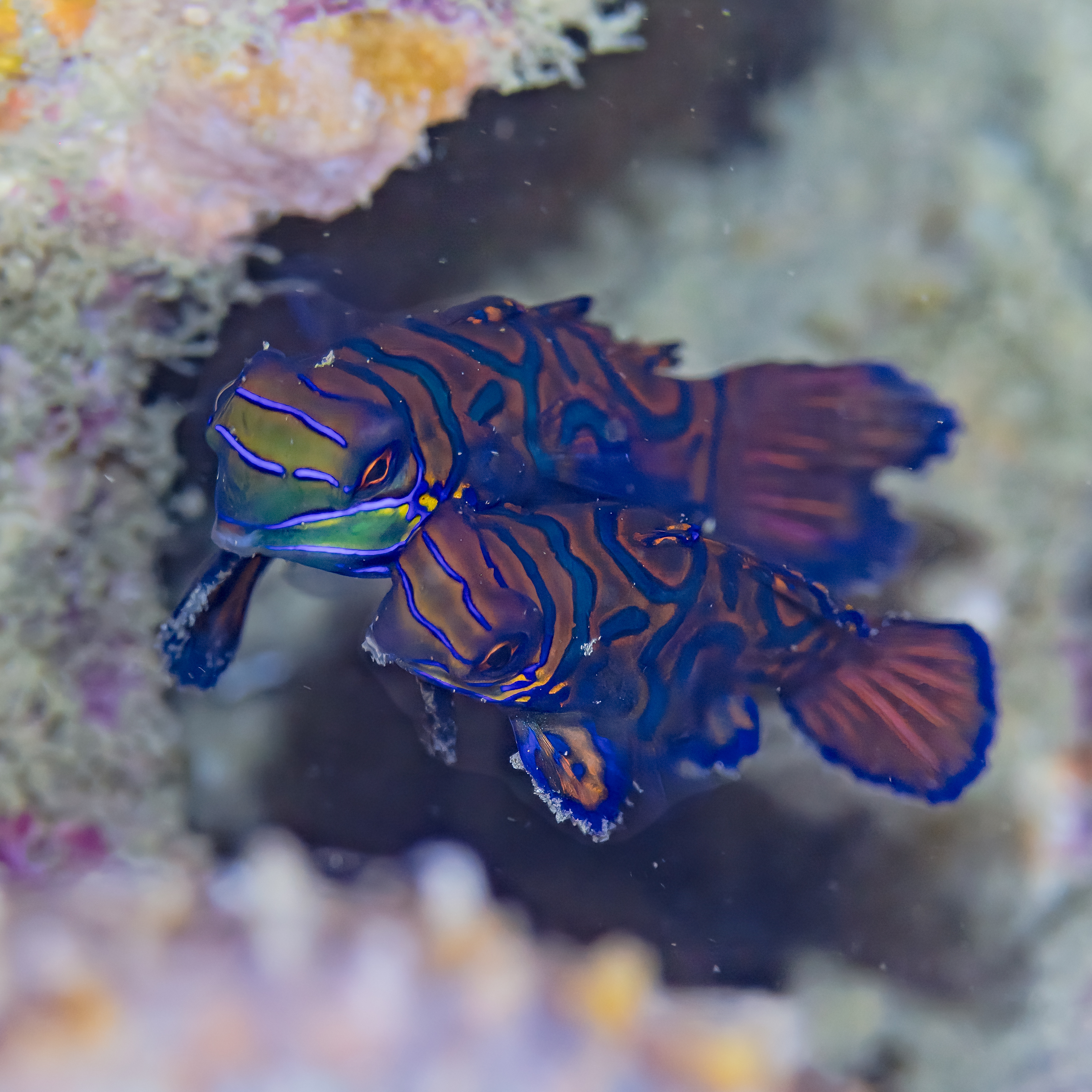
Pareja copulando.